# Оно захватило мир
«Оно захватило мир» (англ. It Conquered the World) — американский фантастический фильм 1956 года. Седьмая режиссёрская работа Роджера Кормана. Продолжительность фильма составляет 71 минуту. Премьера фильма в США состоялась 15 июля.

## Сюжет
С Венеры на Землю прибывает отвратительный инопланетянин, один из последних представителей вымирающей расы. Цель визита — поработить человечество. Для этого пришелец использует маленьких летающих существ, вживляющих людям особое устройство, за счёт которого можно контролировать разум жертв.

## В ролях
- Питер Грейвс — доктор Пол Нельсон
- Беверли Гарленд — Клэр Андерсон
- Ли ван Клиф — доктор Том Андерсон
- Сэлли Фрайзер — Джоан Нельсон
- Русс Бендер — генерал Джеймс Паттик
- Джонатан Хэйз — рядовой Мануэль Ортис
- Дик Миллер —  сержант Нил
- Таггарт Кэйси — шериф Шаллерт
- Карен Кадлер — доктор Эллен Питерс